# 簪

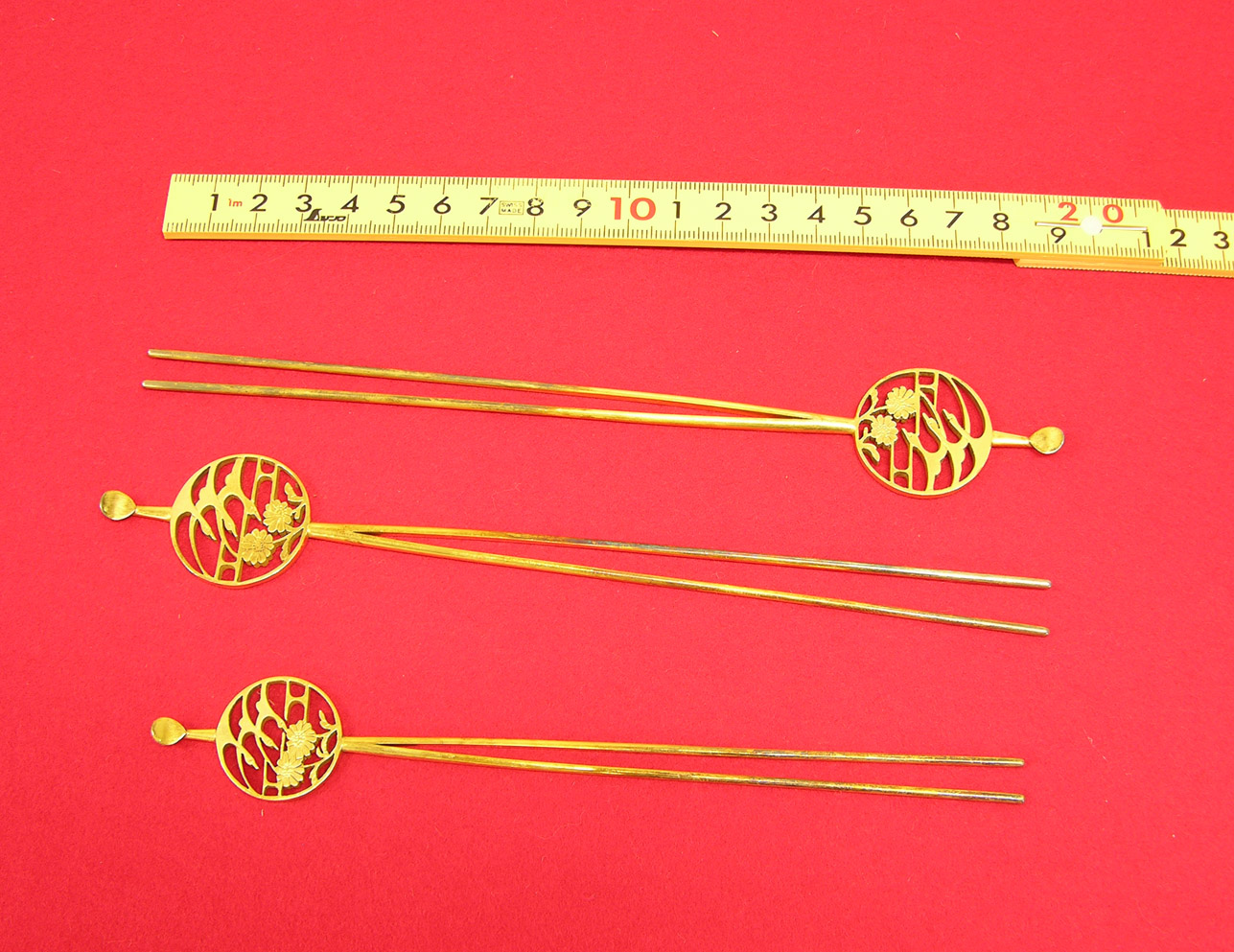
年代不明。真鍮に金めっきが施されている。同じ長さの物一対とやや小さいもの計3本で一揃いとなっている。

簪（かんざし、釵）は、結髪後に束ねた髪に挿して髪型を保持したり髪飾りに用いる日本の伝統的な装身具である。
英語では英: hair slide、Hair stickと訳されるが、日本の伝統的装飾具であるため英: Kanzashiでも通用する。

## 概要

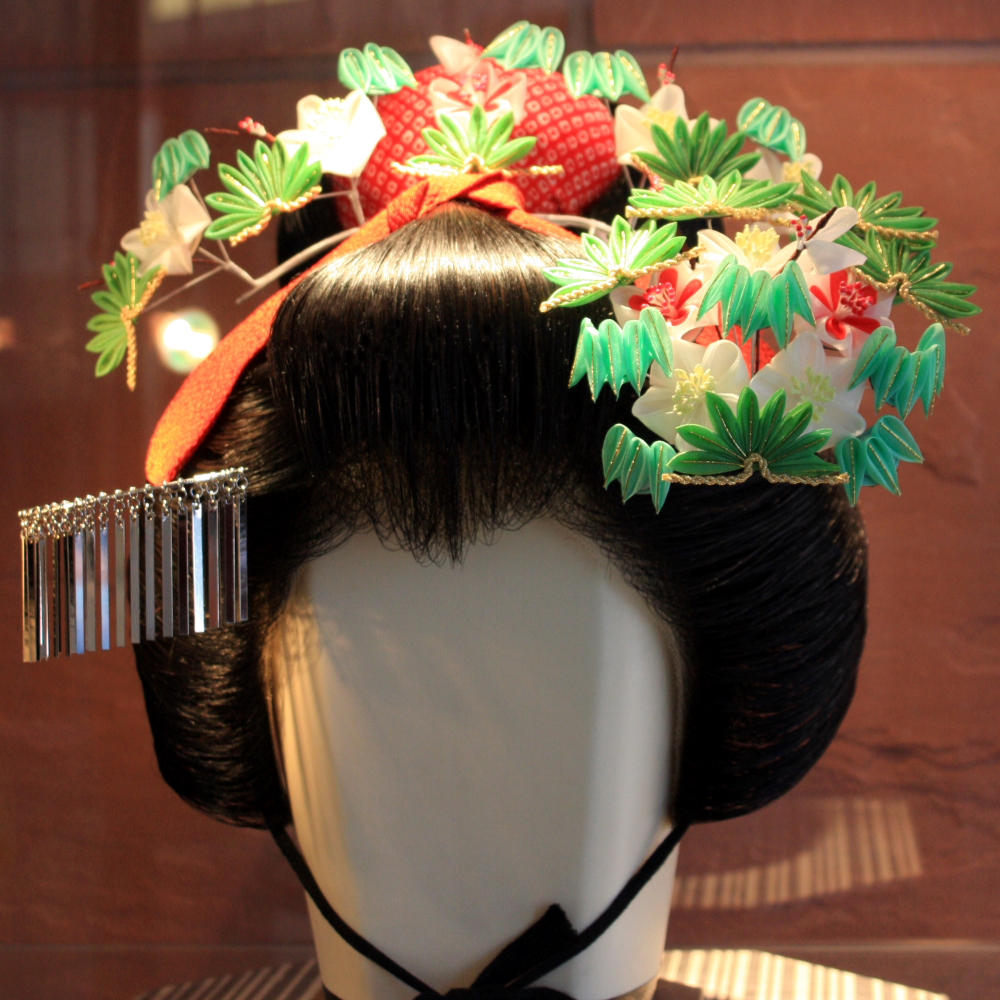
現代のつまみ簪（羽二重、金属針金、針金）

日本では江戸時代中期以降、多彩な髪形が生まれ、簪が髪飾りとして発達した。
簪の原材料には漆を塗った木（つげ、桐、ホオノキ、桜など）、金や銀をめっきした金属（近代では強度の面などから真鍮製が一般的）、鼈甲（）、象牙（）、絹のような広範囲にわたる材料から、最近はプラスチック（プラスチックにも様々な種類がある）も用いられる。飾り部分にはサンゴ、メノウ、ヒスイ、水晶なども用いられた。珍しいものとしては縁起を担いでか鶴の骨で製作したとされるものまである。金工、べっ甲など素材によって職人の守備範囲は異なる。
江戸時代初期の簪は現存しているものが品質・材質共に貴重なものであるため、希少価値のあるコレクターズ・アイテムともなっている。中でも、明治初期のベークライトでできた簪は極めて珍重されている骨董品である。
装着法には多くの種類や様式が存在する。 例えば芸者がどのような簪をどのように着けるかで、「通（）」や「粋人（）」など精通した遊び客には彼女らの地位が判別できる。
とくに花柳界の女性の間では日本髪の結い方や簪を装着する位置は着装者の地位や立場に準じる。 舞妓は、先輩である芸妓と比べて下がりのついた華美な簪を着用するが、階級が上がるにつれ立場に応じた髪型や簪へと段階的に変わっていく。

### 櫛と簪
櫛のうち挿櫛（）は結った髪の乱れを整える役割のほか髪飾りとしても用いられる。
なお櫛は「くし」と呼び「苦死」とも解釈されることから贈り物とする際には目録上は簪、もしくは髪飾りと呼ぶ建前が珍しくなかった。

### 笄と簪
笄（）はもともとは髪を掻き揚げて髷を形作る結髪用具である。しかし次第に結髪後に髪を飾るものに変化した。江戸時代中期ごろには笄と簪の区別がつきにくく同一視されていたこともある。その後、簪には耳かきが付くなどの形状の変化が加わって笄とは別の髪飾りとして発展した。

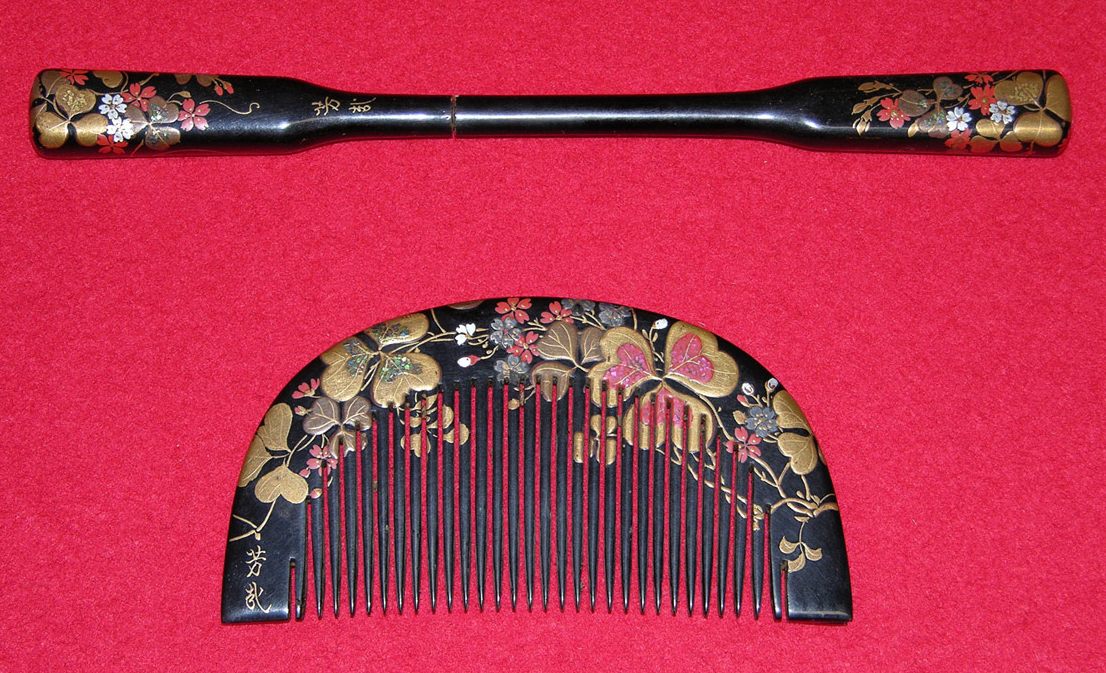
笄と櫛

耳かきが付けられるようになった理由については様々な説がある。
- 江戸時代には贅沢を禁止したお触れがたびたび発令されていた（武家や町人を対象にした「女中衣類直段之定」は寛文3年発令）。そのため、かんざしに耳かきを付けることで実用品とすることで贅沢品の取締りから逃れる理由としたという説[2][3]。
- 貞享の頃に高橋宗恒という人物がある商人に簪に耳掻きをつければ流行するであろうと助言し、商人が試しに作ってみたものが世に流行したという説[3]。

現代の和装の花嫁の簪も先端が耳掻きのように曲がっている。

## 歴史
日本におけるかんざしの始まりは、縄文時代ごろまで遡ることができる。その頃の古代日本では、一本の先の尖った細い棒に呪力が宿ると信じられており、それを髪に挿すことで魔を払うことができると考えていたようである。またさらにそれを束ねた櫛の原型ともいえる出土品もある。
その後、奈良時代に入り中国から様々な文化とともに髪飾りも伝わってきた。当初は日本へ伝来したものの、その後垂髪が主流である平安時代の国風様式に押されて廃れてしまう。そのためこのころ「かんざし」と呼べば髪飾り一般を指す名称であった。奈良時代から平安時代には釵子（）という金属棒を折曲げた二本足の道具が用いられた。
鎌倉時代から室町時代に女性用の髪飾りとして発展。
安土桃山時代ごろ「垂髪（）」と呼ばれる真直で長い髪から、現在では「日本髪（）」と称される様々な髪形へと髪型が変遷する際に、髪飾りとしてはまず簪が用いられた。江戸時代に入るとより幅広い用途で用いられるようになり、痒い頭を掻くとき、さらに緊急時には防御のために用いられたとも伝えられる。
江戸時代中期以降、髪形が複雑化・大型化するにつれて櫛や笄とともに女子の必需品となっていったが、宮中行事などを除いて男子の衣装風俗からは消えた。ただしこの頃においても琉球王国では金属製の簪「ジーファー」を男女ともに着用しており、身分によって材質にも規定があった。
江戸時代末期に最大の隆盛を見せ、髪飾り専門の飾り職人が技術の粋を凝らした平打簪、玉簪、花簪、びらびら簪などさまざまな種類の簪がある。
近代では洋髪の流行とともにやや衰え、神前結婚での花嫁や芸者や芸妓などの女性が日本髪を結う場合に使用されるが、若い日本女性の間で再び脚光を浴びつつもある。

## 語源

### 簪
漢語「簪」は中国で使用された髪留めを指す（もともと冠を頭に固定するための道具で本来男性用のものとする説もある。）。なお漢字の「簪」は、音を表す「朁」と意味を示す「竹」からなる形声文字である（また、『説文解字』は「兂」という字をかんざしを描いた象形文字と解釈しているが、その実例はない）。
男女ともに髪を伸ばす習慣のあった中国では、男性が地位・職種を表す冠を髪に留めるための重要な実用品でもあった。貴族は象牙、庶民は木製のものを使う。女性が用いた髪飾りは「簪」ではなく、「釵」（髪に挿す部分が二股に分かれた髪飾）「鈿」（金属を平たく延ばして切り出した細工物、前額などに挿した）と言った。また、「釵」の字も割に頻繁に女子の「かんざし」に当てられていたようだが、天保年間ごろには「釵」はほとんど駆逐されたものと思われる。

### かんざし
和語の「かんざし」はそもそも「髪挿し」に由来するといわれている。花を飾ったことから花を挿す＝花挿し（）が変化したものという説もある。上古の人々が生花を髪に挿す挿頭花（）に由来するという説もある。『源氏物語』「紅葉の賀」で光源氏が白菊を冠に飾った場面で、当時の「かんざし」（挿頭）の様子が見ることができる。この習俗は現代でも葵祭の「葵のかざし」に残る。

## 材質
本体部分は金属では銀、錫、真鍮（明治ごろにはプラチナも）など、希少品であったガラスや鼈甲に伽羅や白檀のような香木、夏用のものとして水晶が用いられたこともある（もろく実用には耐えないため遺品は少ない）庶民は木や鼈甲の代用として牛や馬のひづめなどを使ったが、現在はプラスチック（アクリル樹脂、セルロースアセテート樹脂、カゼイン系樹脂など）が主流。鼈甲では斑点のないものが最も高価で、斑点のない部分だけのものを特に白または白甲（しろこう）と呼ぶ。
装飾部分には貴金属、貴石、準貴石、琥珀、サンゴなどが使われる他、セルロイドなどが使われたこともあった。他にもガラスや明石玉という硝石の粉と顔料を卵白で固めた模造珊瑚などもある。

## 日本の簪
時代の変化や髪形によって、様々なかんざしが作られてきた。
季節ごとの花や事物の取合せのみならず、伝統に基づく複雑な約束事が存在する。舞妓や半玉が月ごとに身に着ける十二か月のつまみ簪（花簪）はその顕著な例である。詳細はこの次の項で。
平打簪
平たい円状の飾りに、1本または2本の足がついたもの。後に耳かきがつけられた。武家の女性がよく身につけた銀製、あるいは他の金属に銀で鍍金したものは特に銀平（）とも呼ばれる。かつては平たく延ばした金属から切り出していた。武家の女性なら自家の家紋を入れていたが、江戸後期の芸者の間には自分の紋ではなく、貞節を誓う想い人の家紋を入れるのが流行したという。木製や鼈甲製、現代ではプラスチック製など様々な素材で製作されている。

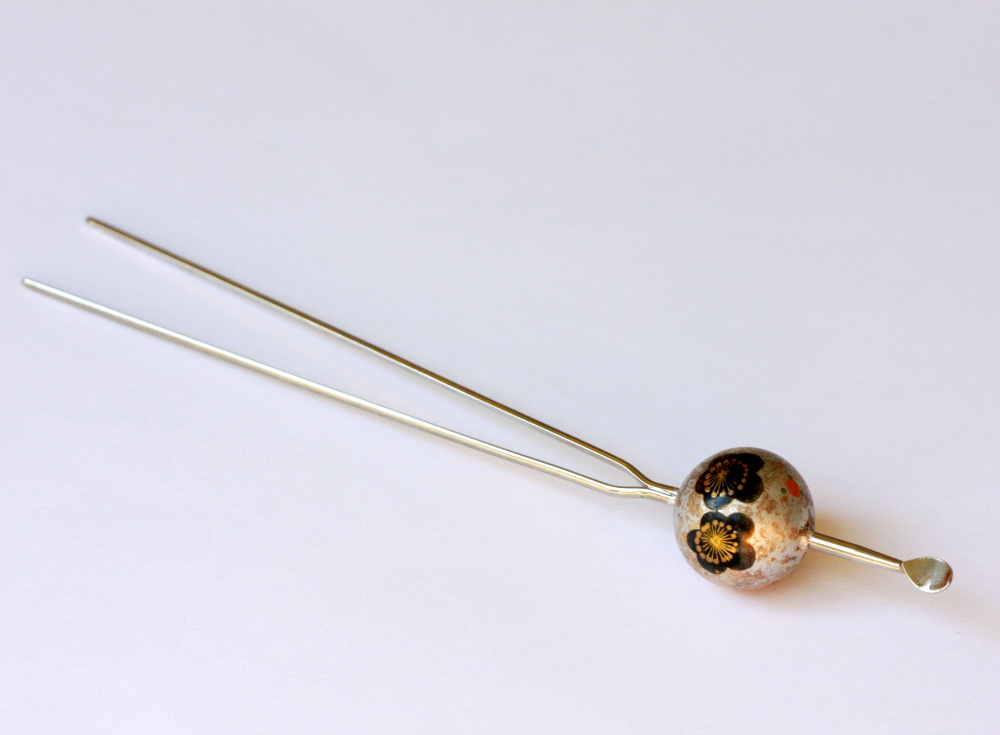
玉簪
最もポピュラーな簪で、耳かきのついたかんざしに玉を1つ挿してあるだけのものをいう。当初実用であった耳かきは、その後デザインとして残されている。飾り玉には様々なものが用いられた。サンゴ、メノウ、ヒスイ、鼈甲、象牙、幕末頃にはギヤマン（硝子）、大正頃にはセルロイドなども登場している。かんざしの足も1本足と2本足のものがある。京都の花柳界では普段は珊瑚玉を挿し、翡翠玉は夏に用いるしきたりがある。玉が大きいものほど若向き。
チリカン
芸者衆などが前差として用いる金属製の簪の1つ。頭の飾り部分がバネ（スプリング）で支えられているので、ゆらゆらと揺れるのが特徴。飾りが揺れて触れ合い、ちりちりと音を立てることからこの名称がある。飾りの下側には細長い板状のビラが下がっている。

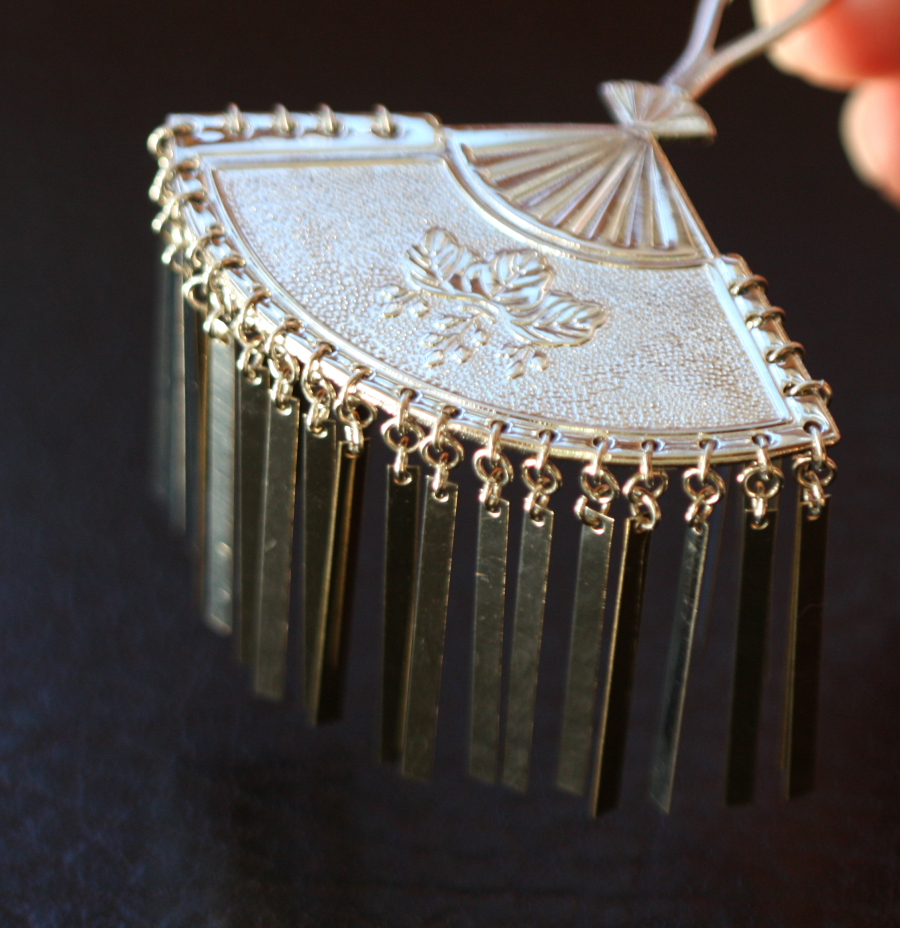
ビラカン
「扇」（おうぎ）、「姫型」とも呼ばれる金属製の簪。頭の部分が扇子のような形状をしているものや、丸い形のものがあり、家紋が押されている。頭の平たい部分の周りに、ぐるりと細長い板状のビラが下がっている。耳かきのない平打に、ビラをつけたような形状。現代の舞妓もこれを用い（芸妓になったら使用しない）、前挿しにする。その場合、右のこめかみ辺りにビラカン、左にはつまみかんざしを挿す。
松葉簪
主に鼈甲などを使ったシンプルな簪で、全体のフォルムが松の葉のようになっているもの。関東（吉原）の太夫用のかんざしセットの中にも含まれる。
吉丁
「よしちょう」と読む。いわゆる耳かきだけの細長いかんざし。名称の由来は日本橋芳町（現在の人形町の一部）の芸者衆が使ったからともいわれるが不明。素材も金属製、鼈甲が主流であった。現在では金属やプラスチック製のものが多い。既婚女性などは左のこめかみあたりに1本、シンプルに挿したようである。芸者が2本以上の着用を許されなかったのに対し、遊女は多くの吉丁を髮へ装着していたことで見分けることができる。表面に彫りを施したものや飾りのついたものも数多くあるが、当初実用であった耳かきはその後デザインとして残されている。ちなみにその耳かきの形状について、関東では丸型、関西では角型のものを使ったとされる。
びらびら簪
江戸時代（寛政年間）に登場した未婚女性向けの簪。本体から鎖が何本も下がっていて、その先に蝶や鳥などの飾り物が下がっている派手なもの。裕福な商人の娘などが使ったもので、既婚者や婚約を済ませたものは身に付けない。天保二年から三年頃には、京阪の裕福な家庭の若い子女の間で、鎖を七・九筋垂らした先に硝子の飾り物を下げた豪勢なタイプが人気を博していたと記録されている。本格的に普及したのは明治以降である。左のこめかみあたりに挿す用途のものとする。

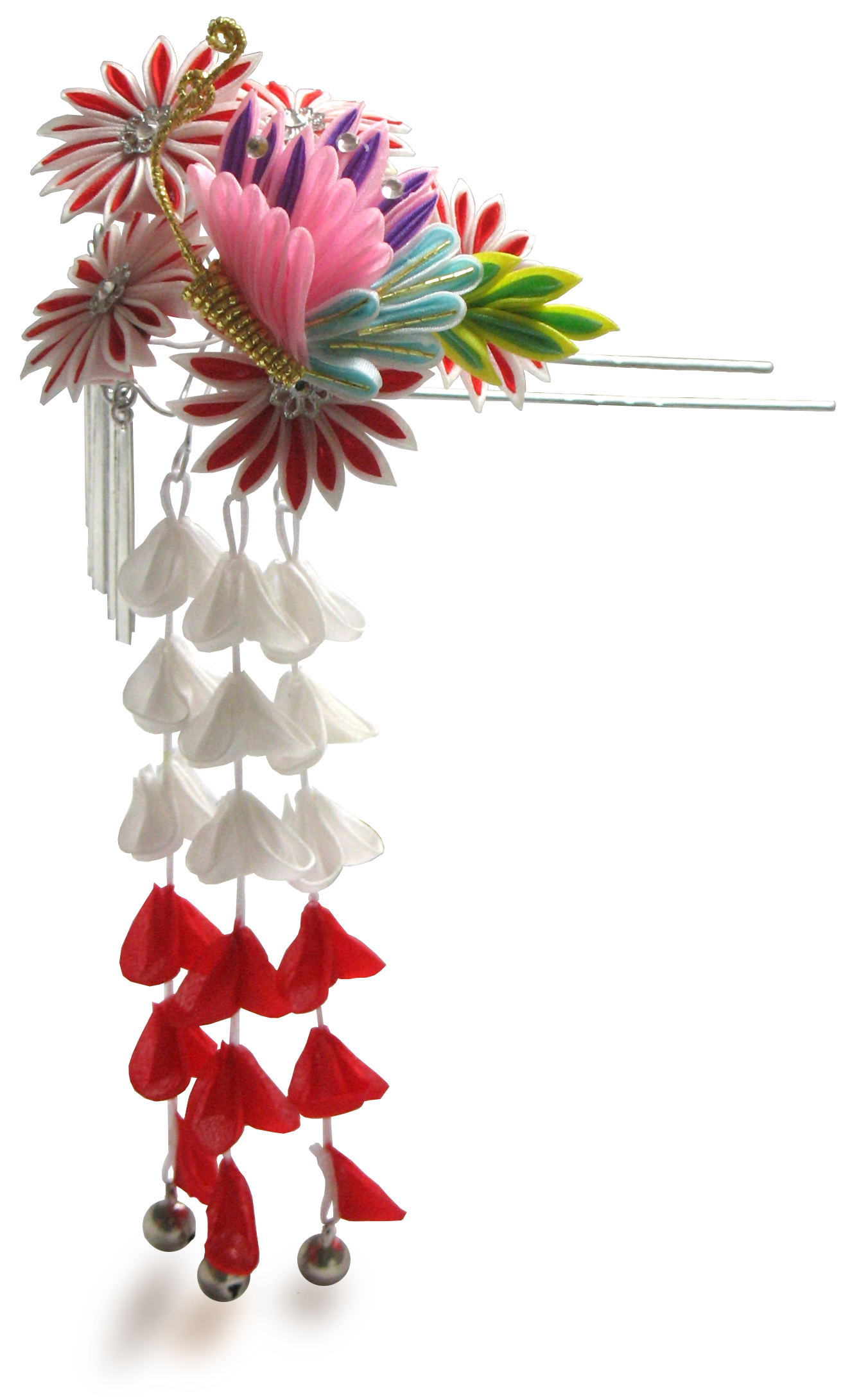
つまみかんざし
小さくカットした四角い布を折りたたみ、ピンセットでつまんで糊をつけ、土台につけていき、幾重にも重ねたりなどして花を表現する。これをまとめてかんざしにしたものをつまみかんざしという。多くは花をモチーフにしているので「花簪」ともいう。布は正絹が基本で、かつては職人が自分で染めから手掛けていた。布製のため昔のものは残りにくい。その辺りも花らしいといえる。現代では舞妓たちが使うほか、七五三や成人式の髪飾りとして使われることが多い。現在では職人も減少し東京都の伝統工芸に江戸つまみかんざしとして登録されている。
鹿の子留
手絡（髷を抑えたり飾るための布、鹿の子絞りを施した縮緬が良く使われる）を留めるために使われる短い簪。一般的な簪とは逆に、飾り部分に対して髪に刺す部分が垂直に付いている。舞妓が用いるもので、細かい細工の銀製かプラチナ製の台にヒスイやコハクなどの宝石をあしらったり、七宝を施すなどした非常に高価な芸術品である。舞妓が自分で購入するものと言うよりひいき客の贈り物である場合が多いが、どちらにせよ、彼女らの人気や客筋の確かさなどを表すバロメーターと見なされる。舞妓でも年少の者の髪型「割れしのぶ」で用いられ、2箇所の本体突起部が髷（）を支える構造となっている。「割れしのぶ」の髷の中心に装着する。
位置留
「橋の毛」と呼ばれるヘアピースを固定するためのごく短い簪。
薬玉（くすだま）
つまみかんざしの一種で、布製（本来は正絹）の花弁で作った薬玉のような丸い形の飾りが付いた簪。十代の少女が使う。
立挿し
鬢（）の部分に縦に挿す簪。留め針が長い。団扇を模した夏用の団扇簪などが有名。鬢を張り出すようになった江戸中期以降のもの。
両天簪
簪本体の両端に対になる飾りがついた形のもの。飾りは家紋や花などがほとんどで、かなり裕福な家庭の若い女性や少女が主に用いた。
銀製葵簪
天保七年・八年頃の江戸で流行した簪。銀の平打ちで小さな二葉の葵を模したシンプルながら愛らしいデザインで、未婚の若い女性から若い遊女までに用いられた。
武蔵野簪
天保十一年から十二年のごく短い間に流行した珍奇な簪。本体は竹製で鳥の羽を飾りに用いた。使用者は未婚の若い女性から若い遊女までに及ぶが、おもな材質が竹と鳥の羽だけという素っ気なさからか、一般的に愛用された銀製の簪のようには行かず、ちょっとしたイベントなどで戯れで挿すものであった。「武蔵野」の名称の由来は不明だが、鳥の羽を薄に見立てたものだろうか。
江戸銀簪
江戸時代中期後半から明治期まで江戸（東京）で広く愛用された銀製で四寸前後の短めの簪。初期のタイプは長めで五寸から六寸であったが、江戸後期に入ると短めのものが主流となった。多くは玉簪で飾りには珊瑚や砂金石の玉や瓢箪などを飾るのが多い。また、飾り簪とも呼ばれる平打簪と同じ技法でモチーフに趣向を凝らしたものもあり、優雅な花鳥風月にとどまらず、俵や団扇など身近にある器物や野菜や小動物などもモチーフになる。飾りのつかないものも含まれる。本体は銀無垢が普通だが、江戸時代後期には上方風の金メッキを施したものも登場。下半分は銀で見える部分には赤銅に金象嵌を施した華麗なものもあった。銀簪というものの、真鍮や鉄のような卑金属を用いたものも含まれるが、銀ほど一般的ではない。かつてはそれなりに広く用いられていた真鍮製のもの江戸時代後期ともなると野暮と嫌われ、江戸住まいであれば貧しい家庭の婦女といえども身につけなかったといわれる。真鍮の簪は、主に田舎から出稼ぎに来たばかりの若い貧しい女性たちが使っていた。逆に鉄簪は、一流の職人の手になる細工の凝ったものであれば、かえって銀よりも落ち着いた輝きが粋とされて粋好みの芸者にもてはやされた。

### つまみ簪・花簪

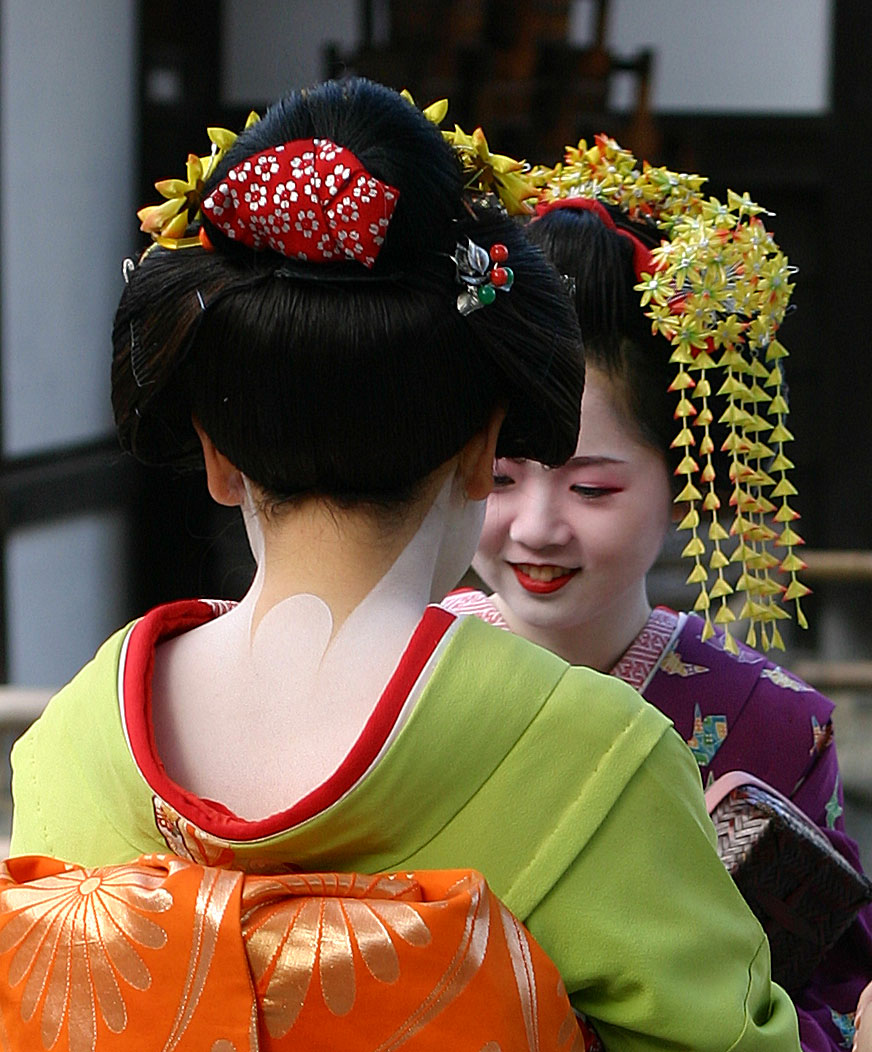
十一月・紅葉の花簪

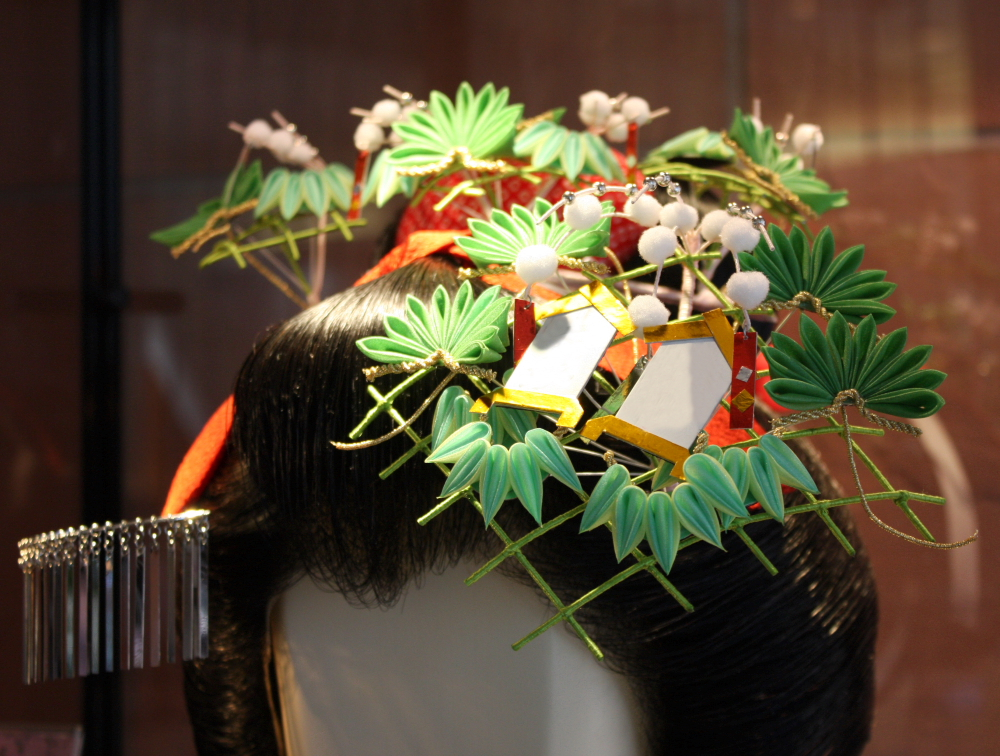
十二月のまねき簪

やや特殊な簪としては、京都の舞妓や東京の半玉が身につけるつまみ簪（花簪）がある。
花は絹の羽二重や水引細工で作られた色鮮やかなもので、舞妓が付ける花簪は月ごとに決まっており、四季の移り変わりを表現し、その舞妓の芸歴・趣味を反映させる。
舞妓になって一年未満は花の一つ一つが小さく、簪の下に垂れ下がる「ぶら」が付いているが、二年目以降はぶらが取れる。年長になる程花が大振りのものになっていく傾向がある。
現在舞妓用の簪は、京都八坂神社近くの「金竹堂」等、数店が手がけている。
- 一月：「松竹梅」あるいは「羽子板」「糸車」「寒菊」など。正月（京の花街は15日まで）は「稲穂と鳩」を舞妓は髷の右、芸妓は左につける。鶴亀などを添えることも。鳩の目を意中の人に書いてもらうと恋が成就すると伝えられている。
- 二月：「梅」（蝶や結び文を添えることも）や他に節分のおばけに付ける「くす玉」「かざぐるま」などもある。（他に水仙を挿すこともある）
- 三月：「菜の花」（蝶を添えることも） 他に「水仙」「桃」「牡丹」
- 四月：「桜」 他に「五郎蝶」
- 五月：「藤」 他に「あやめ」
- 六月：「柳（撫子の花が付いている）」 他に「紫陽花」
- 七月：「団扇」祇園祭の期間（の内の7月10日頃 - 24日）に付ける「お祭り」
- 八月：「ススキ」 他に「朝顔」
- 九月：「桔梗」 他に「萩」
- 十月：「菊」
- 十一月：「紅葉」 他に「いちょう」
- 十二月：「まねき」（歌舞伎役者などの名前を記す木の看板）（これに「餅花」の飾りが付いていることも）

顔見世公演の際に楽屋を訪ねひいきの役者に簪の「まねき」に名前を入れてもらうという慣わしがある。
また、大相撲観戦時に「軍配形」の簪を差すこともある。これも「まねき」同様に立行司に名前などを書いてもらう。

## 髪の各部に挿す簪の名称

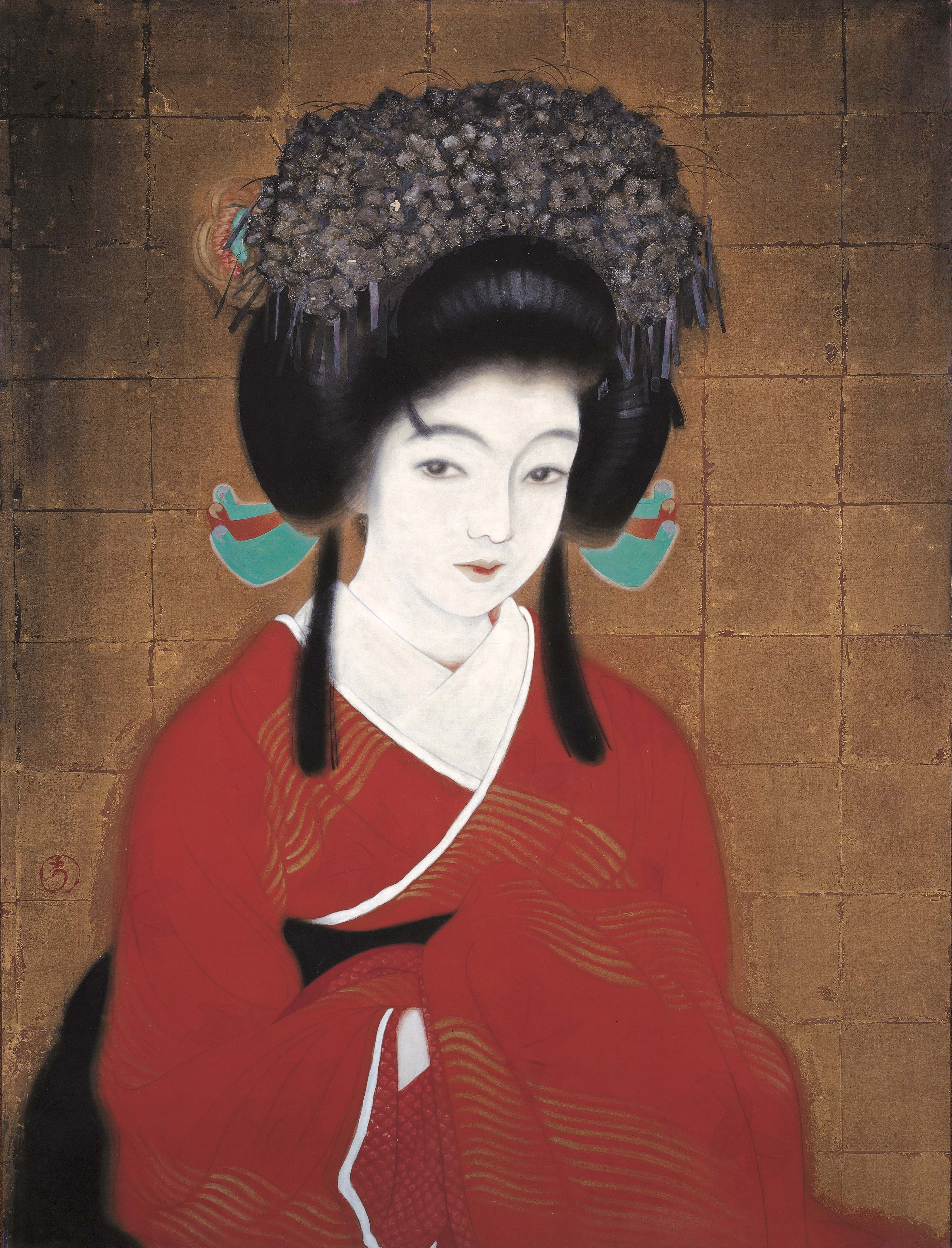
「花簪の女」山川秀峰筆（女性の花簪が「姫挿し」横に垂らした髪が「愛嬌毛」）

前挿し
前髪の両脇（左右のこめかみ辺り）に挿す簪をこう呼ぶ。びら簪、小ぶりな花簪など趣味的な小型の簪を使用するが、実際に挿すのは少女や舞妓などがほとんど。割れしのぶやおふく髷など少女向きの髷によく見られる。関西など一部の地域では、これを横挿しと呼び、髷の前、櫛を挿す位置を飾る横長の簪を前挿しと呼ぶ。
立挿し
鬢窓（びんまど：鬢の上部）に立てて装着するもの。
髷挿し
髷の前面根元に挿す簪。平打簪、玉簪、姫挿し、飾り簪などを使用しもっとも一般的な簪の飾り位置。ほとんどすべての日本髪に見られる。笄をここに通すときは中挿しと呼ぶ。
位置留
髷の上に装着する「橋の毛」（細長いヘアピース）を留めるもの。
根挿し
髷の後方根元に挿す簪。笄や平打簪などを使用し現在最も見る機会がない位置。銀杏返しや先笄などに見られる。

## 近現代の簪
明治以降、洋髪の流行から簪も西洋の形のものが現れた。
大正初期には束髪が流行し洋風の束髪用簪が広く用いられた。
現代では和風でありながら洋服などにも合うようなデザインが多い。バラや洋ランなどの洋花の造花がついたもの、プラスチック製のジュエルパーツ（硝子やプラスチック製の宝石のイミテーション）などをあしらったものなど新趣向の商品に加えて、昔ながらのトンボ玉などの人気も高い。

## 風俗・文学上の簪
平安時代の『源氏物語』には「かざし」「かんざし」と言う言葉が何度か登場するが、これは「挿頭」（儀式などの際に参加者が髪にかざす植物のこと）「髪ざし」（髪の様子）のこと、また髪飾りの「髪挿し」は髪上げの儀などで前額に挿す櫛を指しているので混同してはいけない。「簪」は冠の巾子（）の根元から差し入れて冠を止めるもので当然男性用。
妻を謙遜して言う言葉「荊妻」は貧しくてかんざしが買えずイバラの枝で髪をまとめるようなみすぼらしい妻という意味。中国四大美女の一人、西施は元々は薪売りの娘で、木製のかんざしと粗末なスカートという姿で川で洗濯をしていた所を見出されたとされる。たとえ貧しくとも髪をまとめるかんざしは女性にとって最低限の必需品であった。
中国語本来の「簪」は、唐の詩人・杜甫が詠んだ五言律詩『春望』の末尾の一節白頭掻けば更に短く、渾べて簪に勝えざらんと欲す（白髪頭を掻けばすっかり短くなり、もはや簪も差せないほど）の詩句に見られるように男性官人が冠を止めるために使ったもので、同様に詩人・白居易が詠った玄宗皇帝と楊貴妃の恋愛物語『長恨歌』のラストシーンで登場する楊貴妃の金の「かんざし」は「釵」である。叉と言う字を含むことから分かるように留め針は二本あり、霊となった楊貴妃は思い出の髪飾りを真っ二つにして、現世に残された皇帝に送り永遠の愛を誓う。
江戸時代の将軍や大名の寝所では女性は普通髪を下ろしている。別に古風に則っているわけではなく暗殺防止のための方策であった。簪も立派な武器であり、当然身につけたまま寝所に入ることは許されない。
武器としての簪は、琉球古武術で使用されているジーファーと呼ばれる簪である。琉球では男も女も簪をしており、女性が唯一使うことのできる武器である。使い方としては、襲われた時にジーファーを相手に突き刺して、相手がひるんだ隙に逃げ出すというものがほとんどであるが、見えにくいので暗殺用としても使われた。本土でも、江戸時代の初期において上方では真鍮などで製作されていた簪が、江戸の武家階級ではより硬い金属にとって変わったのも、護身武器としての効果を狙ったためである。古川柳に曰く:「かんざしも逆手に持てばおそろしい」
江戸時代も後期になると、戦もなく太平の世が長く続いていた。自然と貨幣経済が発達し庶民でも様々な娯楽品を手に入れるようになる。その結果、櫛やかんざしを髪に飾る女性も増えた。そのような一般人との違いを見せつけるためか、最高級の遊女である太夫クラスでは、櫛は3枚に簪、笄をあわせて20本もの鼈甲製の髪飾りをつけるにまでなった。絢爛豪華な髪飾りは「首から上の価値は家一軒」と言われ、ひいき客からの贈り物であった。鼈甲でも半透明の黄色で斑点のないものが最も高価で、その部分のものを特に白または白甲（）と呼ぶ。
ちなみに太夫用の揃いは、江戸の吉原風ならば櫛3枚、玉かんざしと松葉を各2本ずつ、笄（延べ棒）1本、吉丁を12本となる（これ以外に髷の後ろにつける組み紐の飾りなどがある）。京都の島原風なら櫛3枚、笄（延べ棒）1本、平打を6 - 12本、長い下がりのついたびらびら簪を2本、花簪1本、勝山（つまみ簪の大きいもの）などとなる（これ以外に髷の周りにつけるかの子などがある）。
余談だが、江戸の力士の中には話題性を狙って遊女のように二枚の櫛を身につけていた変り種もいたという。